# 三浦良造
三浦 良造（みうら りょうぞう、1947年3月 - ）は、日本の統計学者。数理統計学、金融工学専攻。一橋大学名誉教授。元日本金融・証券計量・工学学会会長。

## 経歴・人物
兵庫県生まれ。1969年大阪市立大学（現大阪公立大学）理学部数学科卒業。1971年同大学大学院理学研究科数学専攻修士課程修了、理学修士。1975年カリフォルニア大学バークレー校統計学科大学院博士課程修了。1976年カリフォルニア大学バークレー校統計学博士（Ph.D.）取得。専門は数理統計学、金融工学。
1976年大阪大学基礎工学部数理教室助手。1979年大阪市立大学商学部専任講師。1982年大阪市立大学商学部助教授。1989年一橋大学商学部助教授。1990年一橋大学商学部教授。1993年日本金融・証券計量・工学学会設立・副会長。
1999年一橋大学大学院国際企業戦略研究科教授。2000年Asia-Pacific Financial Markets 編集委員長。2001年日本金融・証券計量・工学学会会長。2010年一橋大学名誉教授、一橋大学大学院国際企業戦略研究科特任教授。2012年統計数理研究所客員研究員。2013年度ジャフィー賞受賞。2014年東北大学大学院経済学研究科サービス・データ科学研究センター経済データ科学研究セクション特任教授。

## 著作

### 著書
- 『モダンポートフォリオの基礎』同文館出版 1989年
- 『デリバティブの数理 : ブラック・ショールズ式金融工学・統計的データ分析』サイエンス社 2000年
- 『リスクとデリバティブの統計入門 : 金融工学入門講話』日本評論社 2005年

### 訳書
- A・ダモダラン著『コーポレート・ファイナンス戦略と応用』東洋経済新報社 2001年
- Michel Crouhy, Dan Galai, Robert Mark著『リスクマネジメント』共立出版 2004年
- ドナルド・ヴァン・デヴェンター著『信用リスクモデル入門 : バーゼル合意とともに』東洋経済新報社 2007年
- Michel Crouhy, Dan Galai, Robert Mark著『リスクマネジメントの本質』共立出版 2008年
- ピーター・クラーセン, イドザード・ファン・イーゲン著『「考えるリスク管理」の実践 : 不確実性下における経済資本の活用に向けて』金融財政事情研究会 2011年

### 監修映像資料
- 『だれにもわかるデリバティブ リスクをヘッジする新金融商品早わかり』日本経済新聞社 2006年